# San José Limoncito
San José Limoncito är en ort i Mexiko.   Den ligger i kommunen Reforma och delstaten Chiapas, i den sydöstra delen av landet, 600 km öster om huvudstaden Mexico City. San José Limoncito ligger 41 meter över havet och antalet invånare är 319.
Terrängen runt San José Limoncito är platt, och sluttar norrut. Runt San José Limoncito är det ganska tätbefolkat, med 70 invånare per kvadratkilometer. Närmaste större samhälle är Cárdenas, 18,5 km nordväst om San José Limoncito. Omgivningarna runt San José Limoncito är en mosaik av jordbruksmark och naturlig växtlighet.